# 畢業光碟
畢業光碟是一種畢業的紀念物。由導師或畢業生親自製作，用以保存學校生活留下的回憶。可收集照片、影片作為素材，加上剪輯、配樂等後製工作，再利用光碟燒錄器將內容記錄於光碟中。製作完畢後可以電腦讀取。